# NGC 5686
NGC 5686 ist eine 14,4 mag helle Galaxie vom Hubble-Typ S0-a? im Sternbild Bärenhüter.
Sie wurde am 9. April 1828 von John Herschel entdeckt.